# توم باسدن
توماس ويليام باسدن (بالإنجليزية: Thomas William Basden)‏ (من مواليد 30 نوفمبر 1980) هو ممثل إنجليزي، وكاتب كوميدي، وعضو في مجموعة الكاوردز البريطانية المكونة من أربعة رجال. كتب وأدى في العروض الكوميدية على بي بي سي والقناة الرابعة.

## التعليم
ولد توم باسدن في ساتون، لندن الكبرى. تلقى تعليمه في مدرسة كينجز كوليدج، وهي مدرسة مستقلة للبنين في ويمبلدون في جنوب غرب لندن، حيث كان في نفس العام مع زملائه الممثلين خالد عبد الله وبن بارنز. تليها كلية بيمبروك، كامبريدج. 